# James Freeman (Schwimmer)
James Samuel Freeman (* 28. März 2001 in Gaborone) ist ein botswanischer Schwimmer. Er trat bei den Olympischen Jugend-Sommerspielen 2018 in Buenos Aires, den Schwimmweltmeisterschaften 2019 in Gwangju, den Olympischen Sommerspielen 2020 in Tokio, sowie den Commonwealth Games 2022 in Birmingham an.

## Sport
Freeman hatte seinen ersten internationalen Auftritt bei den Commonwealth Youth Games 2017 in Nassau (Bahamas). Er nahm bei den Olympischen Jugend-Sommerspielen 2018 an den Wettbewerben über 200 m, 400 m und 800 m Freistil teil. Bei den  Schwimmweltmeisterschaften 2019 schwamm er die 400 m Freistil und bei den Olympischen Sommerspielen 2020 kam er in den Wettbewerben über 200 m und 400 m auf die Plätze 38 beziehungsweise 35.
Freeman stammt aus Palapye, Botswana und ist auch bei südafrikanischen Wettbewerben angetreten. Er schwimmt in Wettbewerben auf Collegiate Level für die University of Minnesota.